# Marie-Hélène de Rothschild
La baronne Marie-Hélène de Rothschild, née Marie-Hélène Naila Stephanie Josina van Zuylen van Nyevelt van de Haar le 17 novembre 1927 à New York et décédée le 1er mars 1996, est une philanthrope et mécène française.

## Biographie
Elle est la fille de Marguerite Marie Namétalla (1901–1970) née en Egypte de parents syriens immigrés, et du baron belge Egmont van Zuylen van Nyevelt van de Haar (1890-1960), diplomate, et la petite-fille du baron Étienne van Zuylen van Nyevelt (1860-1934), premier président de l'Automobile Club de France, et de Hélène de Rothschild.
Elle suit ses études à Marymount College, Tarrytown, puis à Paris.
Elle épouse en 1950 le comte François de Nicolaÿ, dont elle a un fils, Philippe, marié à la princesse Sophie de Ligne (fille du prince Antoine de Ligne et de la princesse Alix de Luxembourg).
Divorcée en 1956, elle se remarie avec son cousin le baron Guy de Rothschild en 1957. Ils seront les parents d'Édouard de Rothschild.
Marie-Hélène prit à charge la rénovation du château de Ferrières qui avait été saisi, vidé et endommagé durant l'Occupation allemande. Elle en fit un lieu mondain et courtisé et y donne des bals costumés, dont le bal Proust en 1970, en l'honneur du centième anniversaire de la naissance de l'écrivain, et le bal surréaliste en 1972, auquel Salvador Dalí collabora. C'est alors l'une des hôtesses les plus vues de la société parisienne.
Guy et Marie-Hélène se séparent du château de Ferrières, donné à la Chancellerie des Universités de Paris  en 1977, et acquièrent l'hôtel Lambert sur l'île Saint-Louis, une des demeures les plus admirables de Paris. Ils y installent leurs collections d'œuvres d'art avec ce goût particulier, qu'on appelle le « style Rothschild », lié également au prestige de leurs réceptions dans la société parisienne.
En reconnaissance de son importance dans la promotion de la culture et de la mode française au niveau international, Marie-Hélène de Rothschild a été décorée de la Légion d'honneur[Quand ?].
Ses obsèques sont célébrées en l’église Saint-Louis-en-l’Île à Paris, en présence de Valéry Giscard d’Estaing, Claude Pompidou, Bernadette Chirac, Gianni Agnelli, Alain Delon et Yves Saint Laurent.

## Distinctions
- Chevalière de la Légion d'honneur (1993).

## Sources
- Louis van Renynghe de Voxvrie, Descendance de Jean-Berrnard van Zuylen van Nyevelt et d'Isabelle du Bois, Brugge, 1964
- Guy de Rothschild, Contre bonne fortune…, Pierre Belfond, 1983
- (en) Marie-Hélène de Rothschild:Society's Star Choreographer (16 juin 1992, The New York Times)
- (en) Marie-Helene de Rothschild, 65, Worldly Hostess Extraordinaire (7 mars 1996, The New York Times)
- (en) The Independent: "OBITUARY: Marie-Helene de Rothschild" by Hugo Vickers (12 mars 1996, The Independent)
- (en) Marie-Hélène de Rothschild: Society's Star Choreographer (16 juin 1992, International Herald Tribune)

## À voir